# Radim (přírodní rezervace)
Radim je přírodní rezervace poblíž obce Krasov v okrese Bruntál. Důvodem ochrany je uchování zbytku jedlobučiny s autochtonním jesenickým modřínem na suti.